# Cybianthus psychotriifolius
Cybianthus psychotriifolius là một loài thực vật có hoa trong họ Anh thảo. Loài này được (Rusby) Mez mô tả khoa học đầu tiên năm 1902.